# Chris Braide
Christopher Kenneth „Chris“ Braide (* 6. Februar 1973 in Padgate, Warrington, England) ist ein britischer Sänger, Komponist, Songwriter und Musikproduzent.

## Leben und Wirken
Chris Braide besuchte die Woolston High School in Warrington und unterschrieb im Alter von 16 Jahren seinen ersten Schallplattenvertrag.
Bekannter wurde er 1997 nach einer Tour mit Squeeze und Blondie. Er begann eine Zusammenarbeit mit Simon Fuller und später mit Cathy Dennis. Mit Cathy Dennis schrieb er Songs für Teilnehmer des britischen Castingshow Pop Idol, unter anderem für Will Young, S Club 7 und Gareth Gates. Weitere Songs schrieb und produzierte er für Clay Aiken, Rick Astley, Victoria Beckham, Emma Bunton, Stefanie Heinzmann, Brian Kennedy, Pixie Lott, Lea Michele, Kylie Minogue, Lana Del Rey, Graziella Schazad, Britney Spears und Robin Schulz (I Believe I’m Fine und Speechless). Für She Wolf (Falling to Pieces) von David Guetta schrieb er den Text. Mit Lauren Christy und Desmond Child schrieb der den Song Believe in Me, mit dem Bonnie Tyler das Vereinigte Königreich beim Eurovision Song Contest 2013 vertrat.
Chris Braide komponiert auch Lieder für Fernsehshows und Filme. 2012 schloss er sich mit Keyboarder Geoff Downes zur Downes Braide Association zusammen, die bis 2021 vier Studioalben und eine Liveaufnahme veröffentlicht hat und sich dem Progressive Rock widmet.

## Auszeichnungen
- 2002: mit Cathy Dennis: Ivor Novello Award für Anything Is Possible (gesungen von Will Young)

## Filmografie
- 2001: Stars 2001 – Die Aids-Gala (Fernsehdokumentation, Titel Don’t Ask)
- 2002: Kick It Like Beckham (Titel IOU)
- 2003: Top of the Pops (Fernsehshow, Titel After Dark)
- 2004: Trouble ohne Paddel (als Christopher Kenneth Braide, Titel Invisible)
- 2008: The X Factor (Fernsehshow, Titel Don’t Call This Love)
- 2008: Britannia High (Fernsehserie, Titel Fight Song, Growing Pains, What Good Is Love)
- 2009: Loose Women (Fernsehshow, Titel Keep Your Head Up)
- 2010: Live from Studio Five (Fernsehshow, Titel Keep Your Head Up)
- 2010: The 5 O’Clock Show (Fernsehshow, Titel The Boy Who Murdered Love)
- 2011: Sex on the Beach (als Braide, Titel The Boy Who Murdered Love)
- 2013: Der große Gatsby (Titel Kill And Run)
- 2013: Chelsea Lately (Fernsehshow) (Titel Perfume)